# بيلفا آن لوكوو
بيلفا آن بينيت لوكوود (بالإنجليزية: belva lockwood)‏ (24 أكتوبر 1830 - 19 مايو 1917): هي محامية وسياسية ومعلمة ومؤلفة أمريكية. كانت لوكوود ناشطة في العمل من أجل حقوق المرأة، بما في ذلك حق النساء في التصويت. تغلبت لوكوود على العديد من العقبات الاجتماعية والشخصية ذات الصلة بالقيود الجندرية. بعد الدراسة الجامعية، أصبحت لوكوود معلمة ومديرة مدرسة، تعمل على تحقيق المساواة في الأجور من أجل النساء في مجال التعليم. أيدت لوكوود حركة السلام العالمي، وكانت من أنصار حركة الامتناع عن المُسكرات.
تخرجت لوكوود من كلية الحقوق، بواشنطن العاصمة، وأصبحت واحدة من أوائل المحاميات في الولايات المتحدة. في عام 1879، نجحت في تقديم التماس إلى الكونغرس، من أجل السماح لها بالممارسة أمام المحكمة العليا في الولايات المتحدة، فأصبحت أول امرأة تُمنح الامتياز. ترشحت لوكوود للرئاسة في عامي 1884 و1888 ضمن قائمة الحزب الوطني للمساواة في الحقوق، وكانت أول امرأة تظهر على بطاقات الاقتراع الرسمية. في حين يُشار، على نحو عام، إلى فكتوريا وودهل على أنها أول امرأة تترشح للرئاسة، إلا أنها لم تكن كبيرة بما يكفي لترشح نفسها، وذلك بخلاف لوكوود.

## النشأة المبكرة والحياة الشخصية
وُلدت بيلفا آن بينيت في رويلتون، نيويورك، ابنة لوالدها المزارع لويس جونسون بينيت، وزوجته هانا غرين. ما يزال منزل خالتها، الذي قضت فيه بعض طفولتها، يقع في 5070 شارع غريسولد. يوجد أمام هذا البيت نصب تذكاري لها، مع لوحة تعطي سيرة موجزة عن حياتها. في الرابعة عشرة من عمرها، كانت تدرّس في مدرسة ابتدائية محلية. في سنة 1848، عندما كانت في الثامنة عشرة من عمرها، تزوجت بيلفا من أوريا ماكنال، وهو مزارع محلي.
توفي ماكنال بالسل سنة 1853، وذلك بعد ثلاث سنوات من ولادة ابنتهما لورا. في سنة 1868، تزوجت بيلفا للمرة الثانية، وهذه المرة برجل يكبرها كثيرًا. كان القس إيزيكل لوكوود -وهو من المحاربين القدامى في الحرب الأهلية الأمريكية- كاهنًا معمدانيًا وممارسًا لطب الأسنان. كان لهما ابنة تدعى جيسي (ماتت قبل عيد ميلادها الثاني). لم يكن للقس لوكوود أفكار تقدمية عن دور المرأة في المجتمع فحسب، بل إنه ساعد في تربية ابنة بيلفا، لورا، ابنتها من زواجها الأول، ودعم رغبة زوجته في دراسة القانون، فضلًا عن تشجيعها على متابعة مواضيع تهمها. مات إيزيكل لوكوود في أواخر أبريل 1877. في يوليو 1879، تزوجت لورا ماكنال، ابنة بيلفا لوكوود، من صيدلي يُدعي ديفورست أورم.

## التعليم
سرعان ما أدركت لوكوود أنّها بحاجة إلى تعليم أفضل لإعالة نفسها وابنتها. درست لوكوود في معهد جينسي ويسلي اللاهوتي من أجل التحضير للدراسة في الكلية. لم تلقَّ خطتها -مثلما أوضحت لمجلة ليبينكوت الشهرية- استحسانًا لدى العديد من أصدقائها وزملائها، فمعظم النساء لا يسعين إلى التعليم العالي، ومن غير المعتاد بصفة خاصة أن تفعل الأرملة ذلك. ومع ذلك، كانت مصممة، وأقنعت إدارة كلية جينيسي في ليما، نيويورك، بقبولها.
بحسب رواية لوكوود لاحقًا لصحيفة شيكاغو تريبيون، تقدَّمت في سنة 1870 تقريبًا بطلب الالتحاق لكلية الحقوق الكولومبية في مقاطعة كولومبيا. رفض القائمون على إدارة الكلية السماح لها بالدخول خشية أن تشتت انتباه الطلاب الذكور. التحقت، في نهاية المطاف، هي وعدة نساء أخريات بكلية الحقوق في الجامعة الوطنية الجديدة (التي أصبحت الآن مدرسة جورج واشنطن للقانون). رغم أنها أنهت دراستها في مايو 1873، رفضت كلية الحقوق منحها شهادة بسبب نوع جنسها.
دون الشهادة، لم يكن بإمكان لوكوود الالتحاق بنقابة محامي مقاطعة كولومبيا. بعد سنة، كتبت رسالة إلى رئيس الولايات المتحدة، يوليسيس جرانت، ناشدته فيها بصفته رئيسًا بحكم منصبه في كلية الحقوق بالجامعة الوطنية. طلبت منه العدالة، مشيرة إلى أنها اجتازت جميع دوراتها الدراسية، وأنها تستحق الحصول على الشهادة. في سبتمبر 1873، في غضون أسبوع من إرسال الرسالة، حصلت لوكوود على شهادتها. كانت لوكوود حينها في الثالثة والأربعين من عمرها.

## الحياة المهنية المبكرة
تخرجت لوكوود بمرتبة الشرف عام 1857، وسرعان ما أصبحت مديرة مدرسة لوكبورت يونيون. كان ذلك منصبًا ذا مسؤولية، ولكن تبين لها أنه سواء كانت تدرّس أو تعمل كمديرة، فإنها تتقاضى نصف ما كان يتقاضاه نظراؤها الذكور. (عملت لوكوود فيما بعد على تحقيق المساواة في الأجور للنساء خلال حياتها القانونية). خلال دراستها في كلية جينيسي انجذبت لوكوود أولًا إلى القانون، على الرغم من أن الكلية ليس لديها قسم للقانون. صارت لوكوود واحدة من تلاميذ أستاذ قانون محلي كان يقدم دروسًا خاصة. زاد ذلك من رغبتها في تعلم المزيد.
خلال السنوات القليلة اللاحقة، واصلت لوكوود التدريس والعمل كمديرة في عدة مدارس محلية للشابات. ظلت لوكوود في مدرسة لوكبورت يونيون حتى عام 1861، ثم أصبحت مديرة معهد غينسفيل للإناث، وسرعان ما اختيرت لرئاسة معهد للفتيات في أويغو، نيويورك، حيث مكثت ثلاث سنوات. أخذت فلسفتها التعليمية تتغير تدريجيًا بعد أن التقت بسوزان بي. أنتوني، الناشطة في مجال حقوق المرأة.
اتفقت لوكوود مع العديد من أفكار أنتوني حول قيود المجتمع على المرأة. أعربت أنتوني عن قلقها إزاء محدودية التعليم الذي تتلقاه الفتيات. أُعدت المقررات الدراسية في معظم مدارس البنات لإعداد الطالبات بصفة رئيسية للحياة المنزلية وربما للعمل المؤقت كمدرسات. تحدثت أنتوني عن ضرورة إعطاء الشابات المزيد من الخيارات، بما في ذلك الاستعداد لمهن في عالم الأعمال التجارية، حيث يكون الأجر أفضل. شُجعت لوكوود على إجراء تغييرات في مدارسها. زادت لوكوود في المنهج الدراسي وأضافت مقررات مماثلة لتلك التي يتلقاها الشباب، مثل الخطابة العامة، وعلم النبات، والجمباز. قررت لوكوود تدريجيًا دراسة القانون بدلًا من مواصلة التدريس، ومغادرة شمال ولاية نيويورك.

## روابط خارجية
- بيلفا آن لوكوو على موقع الموسوعة البريطانية (الإنجليزية)
- بيلفا آن لوكوو على موقع إن إن دي بي (الإنجليزية)